# Groutiella
Groutiella là một chi rêu trong họ Orthotrichaceae.